# Kościół św. Mikołaja w Łące
Kościół św. Mikołaja - kościół parafialny w Łące w gminie Pszczyna.
Kościół znajduje się na Szlaku Architektury Drewnianej województwa śląskiego w pętli pszczyńskiej.

## Historia
Wzmiankowany w 1449 r., w latach 1570-1628 w rękach protestantów, w 1639 r. odzyskany przez katolików. Spalony w 1658 r. Obecny kościół zbudowany w 1660 r. W późniejszym czasie przedłużony i przekształcony, co spowodowało w znacznej mierze utratę cech zabytkowych.

## Konstrukcja
Orientowany. Drewniany, konstrukcji zrębowej, na wysokim podmurowaniu wykonanym w 1814 r. przez murarza Weinta. Krótkie prezbiterium zamknięte trójbocznie, przy nim od południa zakrystia, od północy murowana kaplica. Nawa prostokątna, z dwiema wydatnymi kruchtami od południa i północy, kryta stropem z fasetą. Ściany zewnętrzne szalowane pionowymi deskami, z wąskim zadaszeniem gontowym osłaniającym podmurowanie. Ściany nawy wzmocnione od zewnątrz dwoma parami ukośnych podpór. Nad zakrystią i kaplicą osobne dachy pulpitowe kryte gontem. Na wschodnim końcu kalenicy nawy sześcioboczna wieżyczka na sygnaturkę z latarnią, nakrytą wysmukłym hełmem baniastym. Kościół bezwieżowy, z osobno stojącą drewnianą dzwonnicą. Otwory okienne i wejściowe zamknięte łukami segmentowymi z nadokiennikami krytymi również gontem. Wnętrze tynkowane, z nowszą polichromią.
Wyposażenie wnętrza kościoła dość skromne, w większości barokowe i późnobarokowe. Kilka krucyfiksów i naczynia liturgiczne przeważnie z XVIII w.